# Ácido 1-naftalenoacético
Ácido 1-naftalenoacético é uma auxina, um hormônio vegetal.